# Young Americans (singolo)
Young Americans è un singolo di David Bowie del 1975, estratto dall'album omonimo.

## Il brano
Il testo comprende riferimenti a eventi della recente storia americana, come il maccartismo, la lotta per i diritti civili dei neri (riferimenti alla celebre azione di Rosa Parks), Richard Nixon (che si era dimesso appena due giorni prima della data di registrazione della canzone). Un verso della canzone («I heard the news today oh boy!») è una citazione dalla canzone dei Beatles A Day in the Life (John Lennon, autore di quest'ultima, collabora a due tracce dell'album: Across the Universe e Fame). L'arrangiamento per i cori è opera di Luther Vandross.
La canzone fu un successo negli Stati Uniti: raggiunse il n. 28 nella Billboard Hot 100, la più alta posizione raggiunta da un singolo di Bowie all'epoca. Occupa la posizione n. 481 nella lista delle "500 migliori canzoni" secondo la rivista Rolling Stone.

## Tracce
Tutte le canzoni sono scritte da David Bowie quando non altrimenti specificato.

### Edizione UK
1. Young Americans (album version) – 5:10
2. Suffragette City (Live) – 3:45

### Edizione U.S.A.
1. Young Americans (single version) – 3:16
2. Knock on Wood (Live) (Eddie Floyd, Steve Cropper) – 3:03

## Cover
- The Braids – Here We Come (1998)
- The Cure – An XFM Compilation Album (1992)
- Everything – Drop Dead Gorgeous Soundtrack (1999)
- Lily of the Valley – Live Recording: Webster Hall, NYC
- Luther Vandross & Ava Cherry – Luther Vandross Live at Wembley, London
- Danny Michel – Loving the Alien: Danny Michel Sings the Songs of David Bowie
- Replica Schmeplica – Hero: The Main Man Records Tribute to David Bowie (2007)
- Durand Jones and The Indications (singolo gennaio 2020)

### Nel cinema
- La canzone è stata inserita nei titoli di coda dei film Dogville e Manderlay, primi due capitoli della trilogia diretta da Lars Von Trier intitolata USA - Land of Opportunities. Young Americans è inoltre presente nella colonna sonora del film di John Hughes Sixteen Candles - Un compleanno da ricordare.
- Il brano appare brevemente anche nei film Lord of War, Down to You  e Jack Reacher - La prova decisiva